# Emanuele Sella
Emanuele Sella (Vicenza, 9 gennaio 1981) è un ex ciclista su strada italiano, professionista dal 2004 al 2015 e vincitore di quattro tappe al Giro d'Italia.

## Carriera
Dopo quattro anni da dilettante con la Zalf-Désirée-Fior, passa professionista nel 2004 con la Ceramiche Panaria-Margres di Bruno e Roberto Reverberi. Al primo anno nella massima categoria ottiene un importante successo imponendosi in solitaria nell'undicesima tappa del Giro d'Italia, la Porto Sant'Elpidio-Cesena del 20 maggio: nell'occasione è autore dello scatto decisivo a 50 km dall'arrivo. Nello stesso anno vince il Trofeo Città di Castelfidardo, e l'anno dopo si impone al Brixia Tour.
Nel Giro d'Italia 2008 replica con altre tre vittorie in solitaria: all'Alpe di Pampeago nella quattordicesima tappa dopo una lunghissima fuga di 182 km di cui 50 da solo, nella tappa più attesa, la quindicesima, dopo un'altra lunga fuga, al Passo Fedaia e nella ventesima e penultima tappa a Tirano con un ulteriore arrivo in solitaria, dopo aver scalato Gavia e Mortirolo. Nella cronoscalata di Plan de Corones arriva secondo, per soli 6 secondi, alle spalle di Franco Pellizotti e davanti a Gilberto Simoni, Alberto Contador e Riccardo Riccò. In quella "Corsa rosa" conclude al primo posto nella classifica del Gran Premio della Montagna (il cui simbolo del primato è una caratteristica maglia verde) e al sesto nella classifica generale.
Il 5 agosto 2008, dopo un controllo a sorpresa dell'UCI, viene però trovato positivo in un controllo antidoping al CERA, l'EPO di terza generazione. Il caso scoppia a pochi giorni dalla positività di Riccardo Riccò. Dopo il colloquio con il procuratore Ettore Torri, Sella ammette l'uso di doping, accettando di collaborare e venendo squalificato con decorrenza al 18 agosto 2009.
Tornato alle corse con la Carmiooro-A-Style, e al successo già nell'ottobre 2009 al Cinturó de l'Empordà, dopo un'ulteriore annata per il 2011 passa all'Androni Giocattoli di Gianni Savio. Con la nuova maglia vince la Settimana Internazionale di Coppi e Bartali. Nell'agosto 2012 si impone quindi in volata nella Coppa Agostoni davanti a Fortunato Baliani, seconda corsa del Trittico Lombardo, mentre nel settembre dello stesso anno si aggiudica il Gran Premio Industria e Commercio di Prato. Nel 2015 subisce la frattura del femore in una caduta al Trofeo Laigueglia; a fine anno non viene confermato dalla squadra, e non trovando altri ingaggi si ritira dal ciclismo agonistico.

## Palmarès
- 2002 (Zalf Fior)

2ª tappa Giro della Valle d'Aosta (Villefranche > Gressan)
- 2003 (Zalf Fior)

Trofeo Alcide De Gasperi
1ª tappa Giro del Veneto e delle Dolomiti (Montebelluna > Pianezza)
3ª tappa Giro del Veneto e delle Dolomiti (Conegliano > Passo Pecol)
2ª tappa Giro della Valle d'Aosta (Balme > Peisey-Nancroix)
5ª tappa Giro della Valle d'Aosta (Montjovet > Châtillon)
- 2004 (Ceramica Panaria - Margres, due vittorie)

11ª tappa Giro d'Italia (Porto Sant'Elpidio > Cesena)
Trofeo Città di Castelfidardo
- 2005 (Ceramica Panaria - Navigare, due vittorie)

2ª tappa, 2ª semitappa Brixia Tour (Pisogne > Valpalot)
Classifica generale Brixia Tour
- 2007 (Ceramica Panaria - Navigare, una vittoria)

2ª tappa, 2ª semitappa Brixia Tour (Pian Camuno > Borno)
- 2008 (CSF Group - Navigare, quattro vittorie)

5ª tappa Settimana Internazionale di Coppi e Bartali (Castellarano > Sassuolo)
14ª tappa Giro d'Italia (Verona > Alpe di Pampeago)
15ª tappa Giro d'Italia (Arabba > Passo Fedaia)
20ª tappa Giro d'Italia (Rovetta > Tirano)
- 2009 (CarmioOro & A-Style, una vittoria)

3ª tappa Cinturó de l'Empordà (Vilafant > Figueras)
- 2011 (Androni Giocattoli - Serramenti PVC Diquigiovanni, due vittorie)

3ª tappa Settimana Internazionale di Coppi e Bartali (Casalecchio di Reno > Gaggio Montano)
Classifica generale Settimana Internazionale di Coppi e Bartali
- 2012 (Androni Giocattoli - Venezuela, due vittorie)

Coppa Agostoni
Gran Premio Industria e Commercio di Prato

### Altri successi
- 2002 (Zalf Fior)

Trofeo Città di Conegliano
- 2003 (Zalf Fior)

Trofeo Adolfo Leoni - Memorial Lorenzo Aguzzi
Classifica a punti Giro della Valle d'Aosta
Classifica giovani Giro della Valle d'Aosta
GP Cementizillo
Trofeo Pietra d'Oro
- 2004 (Ceramica Panaria - Margres)

Due giorni Marchigiana
- 2005 (Ceramica Panaria - Navigare)

Classifica punti Brixia Tour
- 2008 (CSF Group - Navigare)

Classifica scalatori Giro del Trentino
Classifica scalatori Giro d'Italia
Premio della combattività Giro d'Italia
Trofeo Bonacossa Giro d'Italia
- 2011 (Androni Giocattoli - Serramenti PVC Diquigiovanni)

1ª tappa, 2ª semitappa Settimana Internazionale di Coppi e Bartali (Riccione, cronosquadre)

## Piazzamenti

### Grandi Giri
- Giro d'Italia

2004: 12º
2005: 10º
2006: 26º
2007: 11º
2008: 6º
2011: 35º
2012: 45º
2013: 58º
2014: 63º

### Classiche monumento
- Milano-Sanremo

2005: 25º
2006: 145º
2007: 103º
2008: 57º
2010: 69º
2013: ritirato
- Giro di Lombardia

2004: ritirato
2005: 67°
2006: ritirato
2007: 62º
2010: ritirato
2012: ritirato
2013: 30º

### Competizioni mondiali
- Campionati del mondo

Hamilton 2003 - In linea Under-23: fuori tempo massimo

### Competizioni europee
- Campionati europei

Bergamo 2002 - In linea Under-23: 51°
Atene 2003 - In linea Under-23: 9°

## Riconoscimenti
- Premio Italia under 23 nel 2003
- Giglio d'Oro-Rivelazione dell'anno nel 2004